# Сарс, Микаэль
Микаэль Сарс (норв. Michael Sars, 1808—1869) — норвежский зоолог. Отец норвежского морского биолога Георга-Оссиана Сарса, историка Эрнста Сарса и певицы Евы Сарс-Нансен. Член-корреспондент Прусской академии наук с 26 июля 1855 года.

## Биография
Сначала изучал богословие и был священником, а потом был назначен норвежским стортингом профессором зоологии в Христианию и всецело отдался науке. Труды свои Сарс посвятил изучению развития и организации некоторых представителей морской фауны, а именно морских звёзд и медуз. Он открыл в 1829 году своеобразную стадию развития медуз, так называемую стробилу, и показал в 1835—37 г. связь этой стадии с другой, сцифистомой, и со взрослой медузой, то есть доказал, что сцифистома есть первоначальная личинка, дающая путём поперечного деления совокупность особей (стробилу), из которых каждая превращается в медузу. В 1841 году он развивает идею, что цикл развития высших медуз сходен с циклом развития сальп по наблюдениям Шамиссо. Он высказал также мысль, что в данном случае не первоначальная личинка (сцифистома) превращается в медузу, а потомство этой личинки участки стробилы (по современной терминологии эфиры). Таким образом, и здесь, как и у сальп, мы имеем дело с чередованием различных форм размножения.

## Память
В честь Микаэль Сарса названо учебное судно MS Michael Sars.

## Труды
- «Ueber die Entwicklung der Medusa aurita und Cyanea capillata» («Arch. f. Naturgeschichte», 1841),
- «Mémoires pour servir. à la connaissance des crinoides vivants» (Христиания, 1868),
- «Fauna littoralis Norvegiae» (изд., начатое в 1846 г. и продолжавшееся после смерти Сарса Кореном и Даниельсеном).